# Pioner (Rússia)
Pioner - Пионер (rus) - és un poble de l'óblast de l'Amur, a Rússia, que el 2018 tenia 30 habitants, pertany al districte de Magdagatxi.